# Hästhandlarens flickor
Hästhandlarens flickor är en svensk svartvit dramafilm från 1954 med regi och manus av Egil Holmsen. I rollerns sågs bland andra Barbro Larsson, Margaretha Löwler och George Fant.
Filmen spelades in under 1954 i Europafilms studio i Sundbyberg samt i Örsundsbro. Förlagan var novellen Hästhandlarens flickor eller Varandras mödrar av Artur Lundkvist, vilken hade publicerats i novellsamlingen Himmelsfärd 1935. Produktionsledare var Sixten Lingheim, fotograf Ingvar Borild och klippare Wic' Kjellin. Musiken komponerades av Harry Arnold. Filmen premiärvisades den 20 november 1956 på biografen Anglais i Stockholm. Den var 87 minuter lång och tillåten från 15 år. Ett avsnitt ur filmen ingår i 1956 års Syndare i filmparadiset.

## Handling
Systrarna Lili och Ragni Lilja badar nakna i en tjärn och kysser då varandra. Händelsen bevittnas av Nisse som berättar vad han har sett.

## Rollista
- Barbro Larsson – Lilly Lilja
- Margaretha Löwler	– Ragni Lilja, Lillys syster
- George Fant – Lilja, Lillys och Ragnis far
- Birger Malmsten – Algot Wiberg
- Nils Hallberg – Nisse
- Marianne Löfgren – fru Johansson, husföreståndarinna
- Inga Gill	– Ella, piga
- Ingemar Pallin – Paul Berger, pingstpredikant
- Harry Persson – Kalle, stallknekt
- Wiktor "Kulörten" Andersson – Gammel-John, stallknekt
- Sigvard Törnqvist	– Hippologen, informator
- Solveig Jäder	– Gudrun, piga
- Gösta Bernhard – Berg, hästuppköpare
- Chris Wahlström – Lizzie, piga
- Alf Östlund – hästskötare
- Gösta Qvist – hästskötare
- Elsa Hofgren – Berta, värdinna på biljardsalong
- Verner Edberg – Verner Sjölund
- Hans Dahlberg – Hans
- Curt Löwgren – Curt
- Sven Berle – Sven
- Astrid Bodin – kvinna på kyrkogården
- Hanny Schedin – kvinna på kyrkogården